# Maria Żodzik
Maria Żodzik (belarussisch Марыя Жодзік Maryja Schodsik; * 19. Januar 1997 in Baranawitschy, Belarus) ist eine belarussisch-polnische Hochspringerin.

## Sportliche Laufbahn
Erste internationale Erfahrungen sammelte Maria Żodzik im Jahr 2016, als sie bei den U20-Weltmeisterschaften in Bydgoszcz mit übersprungenen 1,77 m in der Qualifikation ausschied. Im Jahr darauf qualifizierte sie sich für die Halleneuropameisterschaften in Belgrad, verpasste dort aber mit 1,86 m den Finaleinzug. Anschließend belegte sie bei den U23-Europameisterschaften in Bydgoszcz mit 1,86 m den fünften Platz. Zwei Jahre später schied sie dann bei den U23-Europameisterschaften in Gävle mit einer Höhe von 1,73 m in der Qualifikation aus. Seit Juni 2024 ist sie international für Polen startberechtigt und schied im selben Jahr bei den Olympischen Sommerspielen in Paris mit 1,83 m in der Vorrunde aus.
2020 wurde Żodzik belarussische Meisterin im Hochsprung im Freien sowie 2017, 2020 und 2022 auch in der Halle. Zudem wurde sie 2024 polnische Landesmeisterin im Freien.